# Stéphane Dimy
Stéphane Dimy est un gardien de but international ivoirien, né le 12 novembre 1980.
Après avoir porté les couleurs de l'ASEC Mimosas et ceux EFYM dirigée par l'ancien sélectionneur national, Yéo Martial il est aujourd'hui gardien de l'Africa Sports.